# リーフチコリー
リーフチコリーとは、キク科キクニガナ属の植物である。キク科の葉野菜で、サラダチコリーとも呼ばれる。結球種と非結球種があり、色は紫や緑に赤のふ入りなどがある。
味としては苦味が強いのが特徴である。

## 品種
リーフチコリー・パラロッサ（PALLA ROSSA）
パラ(PALLA)＝玉、ボールとロッサ(ROSSA)＝赤いという意味が名前の由来であり、赤い葉で丸く玉状に結球するタイプのチコリーの総称である。
リーフチコリー・イタリコ（Italiko)
カタローニャタイプのリーフチコリーの一種。イタリアンダンデライオンとも呼ばれる。
リーフチコリー・カタローニャ（Catalogna）
スペインのカタルーニャ州が名前の由来である。苦味が強めなのが特徴。若い葉や柄は柔らかく、苦味があり、生のまま調理するのに向いている。一方、成長して柄が固くなっているものは加熱調理して食べるのに向いている。また、ビタミン、ミネラル等が豊富である。
リーフチコリー・スパドーナ
なめらかでサラダなどに向いているリーフチコリー。暑さに強い。
リーフチコリー・ビオンダ(bionda)
葉の色はライトグリーン。レタスと同じ食べ方をする。